# Halobacteriales
En taxonomía, los Halobacteriales son una orden dentro de Haloarchaea. Halobacterialse son encontrados en agua saturada o casi saturada con la sal. También se llaman halófilos, aunque este nombre se utiliza para cualquier organismo que vive en un ambiente de alto contenido de sal. Son comunes en la mayoría de los entornos en los que grandes cantidades de sal, la humedad, y materia orgánica están disponibles. Floraciones grandes aparecen de color rojizo, a partir del pigmento bacteriorodopsina. Este pigmento se utiliza para absorber la luz, que proporciona energía para crear adenosín trifosfato. Halobacterias también poseen un segundo pigmento halorodopsina, que bombea en iones cloruro en respuesta a los fotones, la creación de un gradiente de voltaje y ayudar en la producción de energía de la luz. El proceso no está relacionada con otras formas de fotosíntesis que implica el transporte de electrones. Sin embargo halobacterias son incapaces de fijación de carbono de dióxido de carbono. 
Halobacteria pueden vivir en ambientes salinos porque aunque son aerobios, tienen su propia manera de fotosíntesis. Partes de la membrana celular de halobacteria son de color púrpura. Esas llevar a cabo las reacciones fotosintéticas usando pigmento más bien que clorofila. Esto les permite crear un gradiente de protones a través de la membrana celular. Usan este crear adenosín trifosfato.

## Otras lecturas

### Artículos en revistas científicas
- Wright, A-DG (2006). «Phylogenetic relationships within the order Halobacteriales inferred from 16S rRNA gene sequences». Int. J. Syst. Evol. Microbiol. 56 (Pt 6): 1223-1227. PMID 16738095. doi:10.1099/ijs.0.63776-0.
- Judicial Commission of the International Committee on Systematics of Prokaryotes (2005). «The nomenclatural types of the orders Acholeplasmatales, Halanaerobiales, Halobacteriales, Methanobacteriales, Methanococcales, Methanomicrobiales, Planctomycetales, Prochlorales, Sulfolobales, Thermococcales, Thermoproteales and Verrucomicrobiales are the genera Acholeplasma, Halanaerobium, Halobacterium, Methanobacterium, Methanococcus, Methanomicrobium, Planctomyces, Prochloron, Sulfolobus, Thermococcus, Thermoproteus and Verrucomicrobium, respectively. Opinion 79». Int. J. Syst. Evol. Microbiol. 55 (Pt 1): 517-518. PMID 15653928. doi:10.1099/ijs.0.63548-0.
- Cavalier-Smith, T (2002). «The neomuran origin of archaebacteria, the negibacterial root of the universal tree and bacterial megaclassification». Int. J. Syst. Evol. Microbiol. 52 (Pt 1): 7-76. PMID 11837318. doi:10.1099/00207713-52-1-7.
- Euzeby JP, Tindall BJ (2001). «Nomenclatural type of orders: corrections necessary according to Rules 15 and 21a of the Bacteriological Code (1990 Revision), and designation of appropriate nomenclatural types of classes and subclasses. Request for an Opinion». Int. J. Syst. Evol. Microbiol. 51 (Pt 2): 725-727. PMID 11321122.
- Cavalier-Smith, T (1986). «The kingdoms of organisms». Nature 324 (6096): 416-417. PMID 2431320. doi:10.1038/324416a0.
- Gupta RS, Naushad S, Baker S (2015). «Phylogenomic analyses and molecular signatures for the class Halobacteria and proposal for division of the class Halobacteria into an emended order Halobacteriales and two new orders, Haloferacales ord. nov. and Natrialbales ord. nov., containing the novel families Haloferacaceae fam. nov. and Natrialbaceae fam. nov». Int. J. Syst. Evol. Microbiol. 65 (Pt 3): 1050-1069. PMID 25428416.

### Libros científicos
- Grant WD, Kamekura M, McGenity TJ, Ventosa A (2001). «Class III. Halobacteria class. nov.».  En DR Boone; RW Castenholz, eds. Bergey's Manual of Systematic Bacteriology Volume 1: The Archaea and the deeply branching and phototrophic Bacteria (2nd edición). Nueva York: Springer Verlag. p. 169. ISBN 978-0-387-98771-2.
- Grant WD, Larsen H (1989). «Group III. Extremely halophilic archaeobacteria. Order Halobacteriales ord. nov.».  En JT Staley; MP Bryant; N Pfennig et al., eds. Bergey's Manual of Systematic Bacteriology, Volume 3 (1st edición). Baltimore: The Williams & Wilkins Co. p. 169.

### Bases de datos científicos
- PubMed
- PubMed Central
- Google Scholar
- Wikispecies tiene un artículo sobre Halobacteriales.